# Lesní pramen

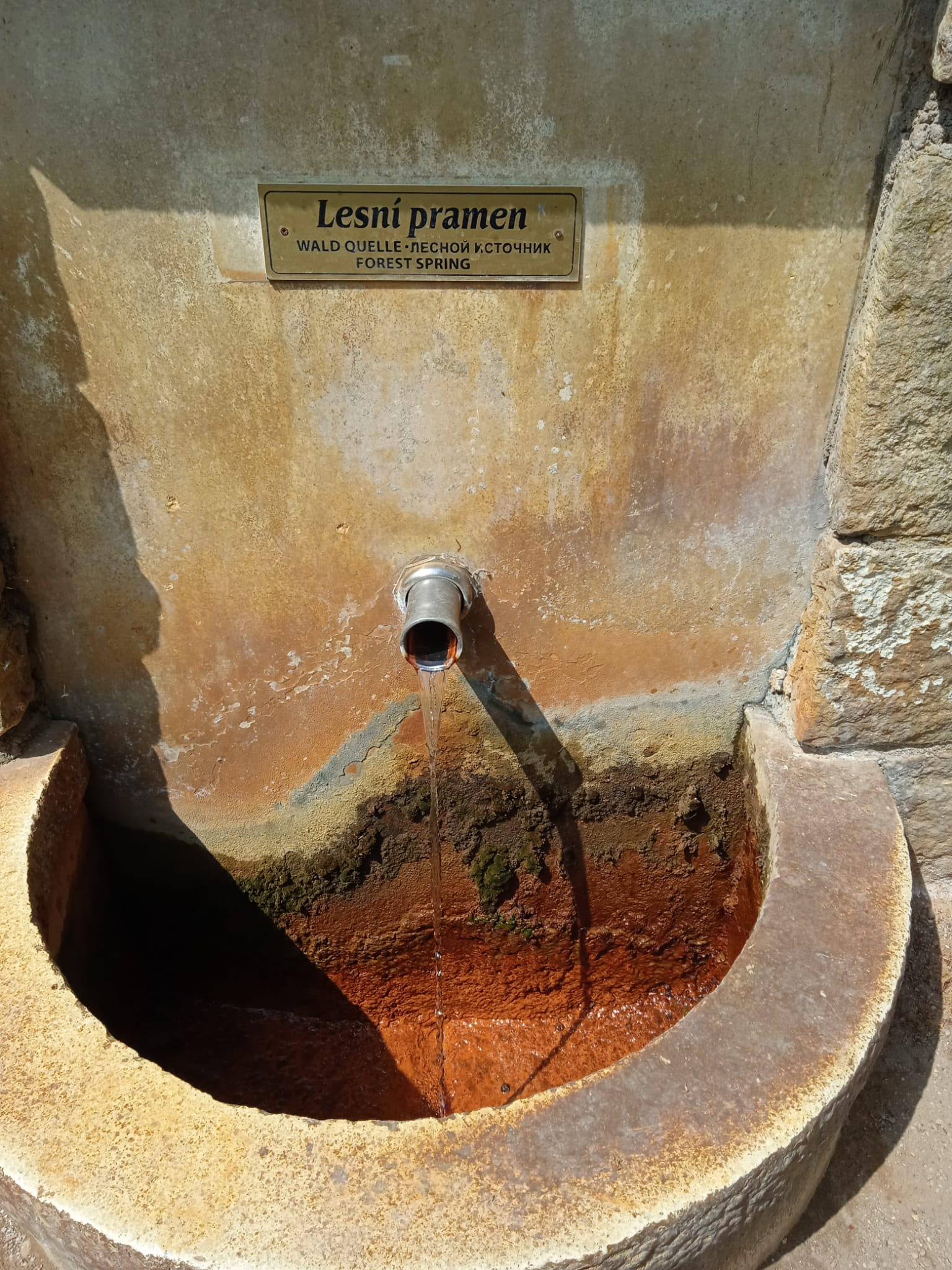
Výtok z trubky

Lesní pramen (v německém označení Waldquelle) je minerální pramen v Mariánských Lázních. Jeho pavilon je chráněn jako kulturní památka České republiky. Teplota vývěru této železnaté kyselky dosahuje přibližně 7,6 °C. Svým složením se značně liší od ostatních pramenů. Často byl tento pramen ochucován citronovou šťávou nebo ředěn syrovátkou.
Vyvěrá v severní části města pod Třebízského ulicí v lázeňském parku u Třebízského potoka.
Otevírací doba: Přístupný každý den od 6.30 do 12 a v odpoledních hodinách od 16 do 18 hodin. Ovšem volně přístupný je i z potrubí přímo u Třebízského potoka.

## Využití
Svým složením mírně alkalizuje obsah žaludku, a je proto vhodný pro léčbu různých nemocí trávicího ústrojí. Rovněž se využívá ke kloktání, výplachům a k inhalacím při onemocnění horních cest dýchacích.

## Historie

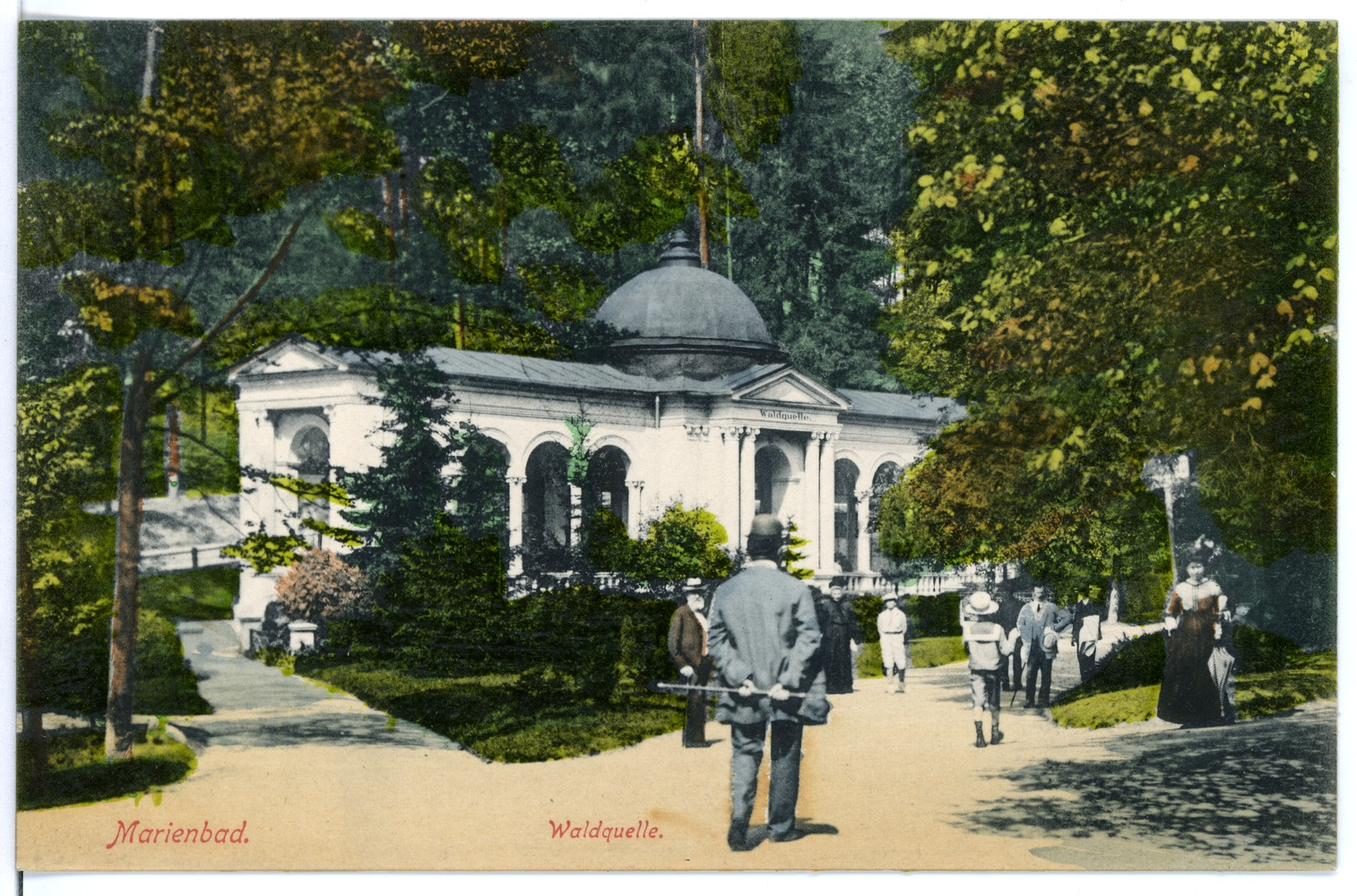
Lesní pramen na pohlednici z roku 1913

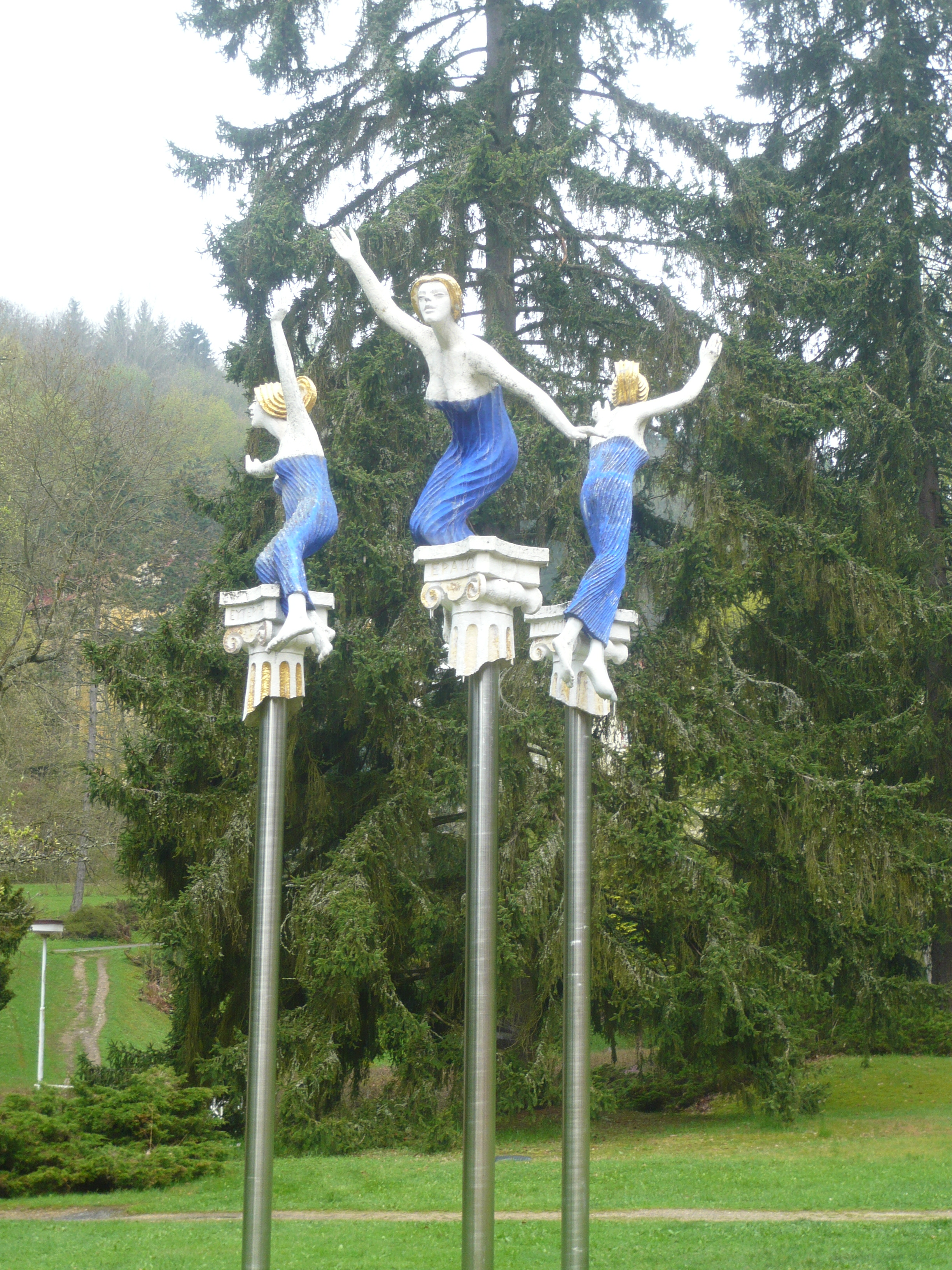
Tři Grácie, Lesní pramen

Pramen byl znám již v roce 1683 pod německým názvem Schneidsaeuerling. Roku 1827 byl zachycen a v roce 1830 byl zastřešen dřevěným pavilónem. Roku 1834 byla zasklena severní a východní strana pavilonu. V roce 1840 nechal opat Melchior Mahr zbourat stávající pavilon a nahradil ho krásným kruhovým templem se 16 sloupy korintského typu. Dnešní klasicistní podobu získal pavilon v roce 1869 díky staviteli Fridrichu Zicklerovi. Na počátku druhé poloviny 20. století byla stavba při rekonstrukci zasklena. Název Lesní pramen získal kolem roku 1828.

## Okolí pramene
V okolí pramene se nachází sousoší Goethe a Múza od německého sochaře Heindricha Drakeho z roku 1975. V areálu se nachází též pamětní kámen spisovatele Václava Beneše Třebízského, který ve městě trávil v r. 1884 poslední dny života. Také zde stojí nedávno postavený hudební pavilon sloužící v letním období k hudebním vystoupením zdejších orchestrů. Okolí pramene má jednu z nejhezčích parkových úprav ve městě.